# Survivor (programa de televisión mexicano)
Survivor México es un reality show mexicano de supervivencia producido por Acun Medya Global para TV Azteca y conducido por Arturo Islas Allende en la primera temporada, desde la segunda temporada por Carlos Guerrero "Warrior". Está basado en el programa originalmente creado por Charlie Parsons en 1997, con el título de Expedition Robinson, el cual posteriormente se dio a conocer como Survivor en Estados Unidos mediante la cadena televisiva CBS. El programa consiste en un grupo de participantes divididos en dos equipos, que son abandonados en un lugar (normalmente una isla o desierto), donde la misión principal es sobrevivir y competir por beneficios e inmunidad para poder continuar en competencia, con el fin de ganar un premio en efectivo; en el caso de la edición mexicana, el premio fue de 2 millones de pesos.
En la primera temporada, Eduardo Urbina fue el campeón tras vencer en el circuito final por 5-1 a Ximena Duggan. Eduardo Urbina es hasta ahora la única persona en el programa que terminó la temporada sin haber ido alguna vez al duelo de extinción, inclusive sin la necesidad de utilizar uno de los tótems de inmunidad que poseía para recibir inmunidad en alguna votación.
La segunda temporada fue ganada por Pablo Martí, bajo la premisa de popularidad tras recibir el 46 % de la votación del público en la final en vivo, sobre el 38 % de Cyntia González y el 16 % de Julio Barraza a través de la aplicación TV Azteca En Vivo. Pablo Martí ostenta el récord compartido de la mayor cantidad de duelos de la extinción disputados con 7, junto a Álex Sirvent (1.ª temporada, con 6 duelos) y sobre los 5 duelos ganados por Sargento Rap (2.ª temporada). En esta temporada, también se rompió el récord de más collares de inmunidad ganados, que fue el caso para Julio Barraza, quien obtuvo 8 en toda la competencia, al igual que Paco Pizaña (4.º lugar), aunque a él se le fue revocado uno por faltas al reglamento en una semana, que al igual Julio Barraza en el día dos de fusión inicio una racha ganadora de forma individual con 7 victorias al hilo culminando ante la derrota por Paco Pizaña por el segundo collar de inmunidad de fusión interrumpiendo el récord vigente* (en esta racha hubo dos juegos por equipo que si bien perdió el equipo de Julio, forma parte de una sección grupal).
La 3.ª temporada fue ganada por Julián Huergo, después de obtener la mayoría de votación del público.
Asimismo, Cyntia González (2.ª temporada) y Eduardo Urbina (1.ª temporada) se mantienen como los únicos sobrevivientes en sobrepasar las 160 victorias —con 162 y 161, respectivamente—, lo que los convierte en los concursantes con más pruebas ganadas en duelos directos.
En la 4.ª temporada Pablo Martí se convirtió de nueva cuenta en ganador, desbancando a Aranza Carreiro con la votación del público.
Después de cuatro ediciones por primera vez gana una fémina en la quinta edición del programa, Esmeralda Zamora gana la temporada en donde se enfrentó a Gabriel Pontones "El Rasta" mediante una votación con algunos de sus excompañeros en una ceremonia, con 5 de 8 votos logró superar a Gabriel.

## Producción

### Antecedentes
Survivor México es el cuarto programa de esta índole que produce TV Azteca al tener de antecedente a Exatlón México, La isla y El conquistador del fin del mundo.

### Preproducción
Al igual que sus antecesoras Exatlón México y La isla, Survivor tiene sede en las islas de la República Dominicana. Se eligió como presentador al influenciador Arturo Islas Allende para la primera temporada y Carlos Guerrero "Warrior" en la segunda.

## Temporadas
| Temporada            | Año  | Programas | Presentador(a) | Locación             | Último sobreviviente  | Subcampeón(a)                |
| 1                    | 2020 | 33        | Arturo Allende | República Dominicana | Eduardo "Lalo" Urbina | Ximena Duggan                |
| 2                    | 2021 | 75        | Warrior        | República Dominicana | Pablo Martí           | Cyntia González              |
| 3                    | 2022 | 67        | Warrior        | República Dominicana | Julián Huergo         | Nahomi Mejía / Kenta Sakurai |
| 4                    | 2023 | 70        | Warrior        | República Dominicana | Pablo Martí           | Aranza Carreiro              |
| 5                    | 2024 | 65        | Warrior        | República Dominicana | Esmeralda Zamora      | Gabriel "El Rasta" Pontones  |
| 6: Héroes y Villanos | 2025 |           | Warrior        | República Dominicana | TBA                   | TBA                          |

## Survivor México (2020)
En la siguiente tabla se muestran los 16 participantes de la primera temporada de Survivor 2020.
| Concursante                                   | Tribus originales | Cambio de tribus    | Fusión                | Resultado              |
| --------------------------------------------- | ----------------- | ------------------- | --------------------- | ---------------------- |
| Fharid Sámano 30, Comerciante                 | Kuaukali          |                     |                       | Evacuado Día 8         |
| Andrea Gio 30, Estudiante                     | Kuaukali          | 1.ª eliminada Día 8 |                       |                        |
| Ximena Hernández 29, Tatuadora profesional    | Kuaukali          | Oselokali           | 2.ª eliminada Día 14  |                        |
| Francisco Sala 58, Empresario                 | Kuaukali          | Oselokali           | 3.er eliminado Día 20 |                        |
| Delmy García 36, DJ                           | Oselokali         | Oselokali           | 4.ª eliminada Día 26  |                        |
| Javier Vázquez 36, Modelo fitness             | Oselokali         | Oselokali           | Tribu fusionada       | 5.º eliminado Día 31   |
| Isbo Garza 30, Cantante                       | Oselokali         | Kuaukali            | Tribu fusionada       | 6.º eliminado Día 33   |
| Serrath Gutiérrez 25, Actriz                  | Oselokali         | Kuaukali            | Tribu fusionada       | 7.ª eliminada Día 38   |
| Zelma Cherem "Curvy Zelma" 30, Conductora     | Kuaukali          | Kuaukali            | Tribu fusionada       | 8.ª eliminada Día 39   |
| Bernardette Tur 25, Publicista                | Kuaukali          | Kuaukali            | Tribu fusionada       | 9.ª eliminada Día 43   |
| Alejandro "Álex" Sirvent 43, Actor y cantante | Kuaukali          | Oselokali           | Tribu fusionada       | 10.º eliminado Día 46  |
| Melannie González 27, Nutricionista           | Oselokali         | Oselokali           | Tribu fusionada       | 11.ª eliminada Día 48  |
| Jero Palazuelos 28, Activista y empresario    | Oselokali         | Kuaukali            | Tribu fusionada       | 12.º eliminado Día 49  |
| Miguel Ángel Kuri 32, Explorador              | Kuaukali          | Kuaukali            | Tribu fusionada       | 13.er eliminado Día 50 |
| Ximena Duggan 31, Baterista y atleta          | Oselokali         | Kuaukali            | Tribu fusionada       | Finalista              |
| Eduardo Urbina 44, Inventor                   | Oselokali         | Oselokali           | Tribu fusionada       | Ganador                |

## Survivor México (2021)
En la siguiente tabla se muestran los 26 participantes de la segunda temporada de Survivor México, del año 2021.
| Concursante                                           | Tribus originales | 1.er cambio de tribus | Tribus de la 5.ª semana | 2.º cambio de tribus | Fusión                | Resultado                       |
| ----------------------------------------------------- | ----------------- | --------------------- | ----------------------- | -------------------- | --------------------- | ------------------------------- |
| Gabriel "Gabo" Cuevas 32, Champotón, Camp.            | Jaguares          |                       |                         |                      |                       | 1.er eliminado Día 7            |
| Daniela "Dany" Torres 40, CDMX                        | Jaguares          | 2.ª eliminada Día 13  |                         |                      |                       |                                 |
| Bella de la Vega 40, CDMX                             | Halcones          | Jaguares              | 3.ª eliminada Día 19    |                      |                       |                                 |
| Carlos "Chicken" Muñoz 38, Ciudad Satélite, Edo. Méx. | Halcones          | Halcones              | 4.º eliminado Día 26    |                      |                       |                                 |
| Brissia Mayagoitia 29, Saltillo, Coah.                | Halcones          | Halcones              | Halcones                | 5.ª eliminada Día 32 |                       |                                 |
| Dennis Arana 22, Mixco, Guat.                         | Jaguares          | Jaguares              | Jaguares                | Abandona Día 34      |                       |                                 |
| Natalia Alcocer 31, CDMX                              | Halcones          | Halcones              | Halcones                | 6.ª eliminada Día 41 |                       |                                 |
| Daniel Cortés 42, CDMX                                | Jaguares          | Jaguares              | Jaguares                | 7.º eliminado Día 48 |                       |                                 |
| Eduardo "Lalo" Barquín 22, Toluca, Edo. Méx.          | Jaguares          | Jaguares              | Jaguares                | 8.º eliminado Día 57 |                       |                                 |
| Guillermo "Memo" Dorantes 25, CDMX                    | Halcones          | Halcones              | Halcones                | Halcones             | 9.º eliminado Día 62  |                                 |
| Aranza Carreiro 29, CDMX                              | Jaguares          | Jaguares              | Jaguares                | Halcones             | 10.ª eliminada Día 70 |                                 |
| Bárbara Falconi 28, CDMX                              | Halcones          | Halcones              | Halcones                | Jaguares             | 11.ª eliminada Día 78 |                                 |
| Kristal Silva 29, Soto la Marina, Tamps.              | Jaguares          | Jaguares              | Jaguares                | Jaguares             | 12.ª eliminada Día 84 |                                 |
| Valeria Peñaloza 23, Edo. Méx.                        |                   |                       | Jaguares                | Halcones             | 13.ª eliminada Día 89 |                                 |
| Denisha Audifred 38, Torreón, Coah.                   | Jaguares          | Halcones              | Halcones                | Halcones             | Tribu fusionada       | 14.ª eliminada Día 105          |
| Gary Centeno 33, San Carlos, C. Rica                  | Halcones          | Halcones              | Halcones                | Jaguares             | Tribu fusionada       | 15.º eliminado Día 110          |
| Fernando Vélez 39, CDMX                               |                   |                       | Halcones                | Jaguares             | Tribu fusionada       | 16.º eliminado Día 117          |
| Alejandra Toussaint 35, CDMX                          | Jaguares          | Jaguares              | Jaguares                | Jaguares             | Tribu fusionada       | 17.ª eliminada Día 121          |
| Luis "Sargento Rap" Sánchez 30, Monterrey, N. L.      | Jaguares          | Jaguares              | Jaguares                | Halcones             | Tribu fusionada       | 18.º eliminado Día 123          |
| Jorge Ortín 58, CDMX                                  | Halcones          | Halcones              | Halcones                | Jaguares             | Tribu fusionada       | 19.º eliminado Día 124          |
| Tania Niebla 28, Tijuana, B. C.                       | Halcones          | Halcones              | Halcones                | Halcones             | Tribu fusionada       | 20.ª eliminada Día 129          |
| Adianez Hernández 35, Cancún, Q. Roo                  | Halcones          | Halcones              | Halcones                | Halcones             | Tribu fusionada       | 21.ª eliminada Día 131          |
| Francisco Pizaña 31, Poza Rica, Ver.                  | Halcones          | Halcones              | Halcones                | Jaguares             | Tribu fusionada       | 22.º eliminado Día 131          |
| Julio Barraza 28, Mazatlán, Sin.                      | Jaguares          | Jaguares              | Jaguares                | Halcones             | Tribu fusionada       | 3.er lugar (1 232 454 de votos) |
| Cyntia González 37, Xalapa, Ver.                      | Jaguares          | Jaguares              | Jaguares                | Jaguares             | Tribu fusionada       | 2.º lugar (2 880 737 de votos)  |
| Pablo Martí 37, Veracruz, Ver.                        | Halcones          | Halcones              | Halcones                | Halcones             | Tribu fusionada       | Ganador (3 457 399 votos)       |

- En el capítulo 11, Bella de la Vega y Denisha fueron intercambiadas de tribu por decisión de los capitanes Pablo Martí y Sargento Rap.
- En el capítulo 19, Valeria Peñaloza fue integrada a la tribu: Jaguares; y Fernando Vélez fue integrado a la tribu: Halcones.
- En el capítulo 21, Dennis Arana abandonó la competencia por motivos de salud.
- En el capítulo 34, Fernando Vélez, Bárbara Falconi, Paco Pizaña, Gary Centeno y Jorge Ortín fueron cambiados a la tribu Jaguares; mientras que Aranza Carreiro, Sargento Rap, Valeria Coyt y Julio Barraza fueron cambiados a la tribu Halcones. El resto de los participantes continúan en sus respectivas tribus.

## Survivor México (2022)
En la siguiente tabla se muestran los 24 participantes de la tercera temporada de Survivor México, del año 2022. 
| Salime Sadek 22, Chef                                                                    | Halcones |          |          |           |           |                 | 1.ª eliminada Día 7            |
| Tefi Valenzuela 32, Cantante                                                             | Halcones |          |          |           |           |                 | Abandona voluntariamente Día 9 |
| Italivi Orozco 32, Modelo                                                                | Halcones | Halcones |          |           |           |                 | 2.ª eliminada Día 13           |
| Fátima ingresó al juego el día 16 y se unió a la tribu Halcones para reemplazar a Tefi.  |          |          |          |           |           |                 |                                |
| Rogelio Torres 33, Enfermero                                                             | Jaguares | Jaguares |          |           |           |                 | 3.º eliminado Día 18           |
| Lupita Galán 55, Comerciante                                                             | Jaguares | Jaguares |          |           |           |                 | 4.ª eliminada Día 26           |
| Javier Ceriani 50, Periodista                                                            | Halcones | Halcones |          |           |           |                 | 5.º eliminado Día 33           |
| Fátima Pérez 29, Influencer                                                              |          | Halcones |          |           |           |                 | Evacuación médica Día 40       |
| Jacky ingresó al juego el día 46 y se unió a la tribu Halcones para reemplazar a Fátima. |          |          |          |           |           |                 |                                |
| Christian Carrasco 24, Dentista                                                          | Halcones | Halcones | Halcones | Halcones  |           |                 | 6.º eliminado Día 53           |
| Karim Sayeg 44, Comerciante                                                              | Halcones | Halcones | Halcones | Halcones  | Halcones  |                 | 7.º eliminado Día 61           |
| Gabo Cuevas 33, periodista " Survivor México 2021"                                       | Jaguares | Jaguares | Jaguares | Jaguares  | Jaguares  |                 | 8.º eliminado Día 70           |
| Viridiana Álvarez 39, Alpinista                                                          | Jaguares | Jaguares | Jaguares | Jaguares  | Jaguares  |                 | 9.ª eliminada Día 78           |
| Jacky Ramirez 24, Influencer                                                             |          |          | Halcones | Los Otros | Los Otros |                 | 10.ª eliminada Día 84          |
| Ale Saadi 27, Bailarina                                                                  | Jaguares | Jaguares | Jaguares | Los Otros | Los Otros | Tribu fusionada | 11.ª eliminada Día 91          |
| Santiago Valverde 39, Conductor                                                          | Jaguares | Jaguares | Jaguares | Jaguares  | Jaguares  | Tribu fusionada | 12.º eliminado Día 92          |
| Yusef Farah 30, Biólogo                                                                  | Jaguares | Halcones | Jaguares | Jaguares  | Jaguares  | Tribu fusionada | 13.º eliminado Día 98          |
| Cathe López 26, Actriz                                                                   | Halcones | Halcones | Halcones | Halcones  | Halcones  | Tribu fusionada | 14.ª eliminada Día 99          |
| Catalina Blanco 38, Productora de televisión                                             | Jaguares | Jaguares | Jaguares | Los Otros | Los Otros | Tribu fusionada | 15.ª eliminada Día 101         |
| David Andrés García 34, Bailarín                                                         | Halcones | Halcones | Halcones | Halcones  | Halcones  | Tribu fusionada | 16.º eliminado Día 102         |
| Rodolfo "Cuchao" Pérez 31, Creador de contenido                                          | Jaguares | Jaguares | Halcones | Halcones  | Halcones  | Tribu fusionada | 17.º eliminado Día 103         |
| David Ortega 34, Modelo                                                                  | Jaguares | Jaguares | Jaguares | Jaguares  | Jaguares  | Tribu fusionada | 18.º eliminado Día 104         |
| Cyntia Cofano 30, Influencer                                                             | Jaguares | Jaguares | Jaguares | Jaguares  | Jaguares  | Tribu fusionada | 19.ª eliminada Día 104         |
| Nahomi Mejía 35, Maquillista                                                             | Halcones | Halcones | Halcones | Halcones  | Halcones  | Tribu fusionada | Finalista Día 105              |
| Kenta Sakurai 32, Modelo                                                                 | Halcones | Halcones | Halcones | Los Otros | Los Otros | Tribu fusionada | Finalista Día 105              |
| Julián Huergo 32, Gamer                                                                  | Halcones | Jaguares | Jaguares | Los Otros | Los Otros | Tribu fusionada | Ganador Día 105                |

- Catalina Blanco fue eliminada en el día 40, sin embargo, se reveló que estaba en exilio en espera de la creación de una nueva tribu, llamada Los Otros.
- Asimismo, Ale Saadi fue eliminada en el día 46, sin embargo, se reveló que estaba en exilio en espera de la creación de una nueva tribu, llamada Los Otros.[12]

## Survivor México (2023)
En la siguiente tabla se muestran los 22 participantes de la cuarta temporada de Survivor México, del año 2023.
| Concursante                                        | Tribus originales | 1.er cambio de tribus | 2.º cambio de tribus | Cambio de tribus Semana 8 | Cambio de tribus Semana 9 | Fusión               | Resultado              |
| -------------------------------------------------- | ----------------- | --------------------- | -------------------- | ------------------------- | ------------------------- | -------------------- | ---------------------- |
| Jero Palazuelos 28, CDMX Participante T1           | Leones            |                       |                      |                           |                           |                      | Evacuado Día 3         |
| Bibiana Caloca 34, Baja California                 | Toros             | 1.ª eliminada Día 5   |                      |                           |                           |                      |                        |
| Marina Flores 34, CDMX                             | Toros             | 2.ª eliminada Día 12  |                      |                           |                           |                      |                        |
| Oscar Plascencia 27, Jalisco                       | Toros             | Toros                 | 3.º eliminado Día 19 |                           |                           |                      |                        |
| Keving Palacios 39, Guerrero                       | Toros             | Toros                 | 4.º eliminado Día 26 |                           |                           |                      |                        |
| Magdalena Álvarez 36, Tlaxcala                     | Toros             | Toros                 | Abandona Día 31      |                           |                           |                      |                        |
| Javier Vázquez 32, CDMX Participante T1            | Leones            | Leones                | Leones               | 5.º eliminado Día 33      |                           |                      |                        |
| Bárbara Falconi 30, CDMX Participante T2           | Leones            | Leones                | Toros                | 6.ª eliminada Día 40      |                           |                      |                        |
| Jessica Farjat 27, CDMX                            | Toros             | Toros                 | Toros                | 7.ª eliminada Día 47      |                           |                      |                        |
| Adianez Hernández 37, Quintana Roo Participante T2 |                   | Toros                 | Toros                | Toros                     | 8.ª eliminada Día 54      |                      |                        |
| Fharid Sámano 30, CDMX Participante T1             |                   | Leones                | Toros                | Toros                     |                           | 9.º eliminado Día 61 |                        |
| Gary Centeno 36, Costa Rica Participante T2        | Leones            | Leones                | Toros                | Leones                    | Toros                     |                      | 10.º eliminado Día 68  |
| Natalia Barquet 35, Veracruz                       | Toros             | Leones                | Leones               | Leones                    | Leones                    | Tribu fusionada      | 11.ª eliminada Día 75  |
| Kenta Sakurai 33, CDMX Finalista T3                | Leones            | Leones                | Leones               | Leones                    | Leones                    | Tribu fusionada      | 12.º eliminado Día 82  |
| Aarón Albores 29, Quintana Roo                     | Toros             | Toros                 | Leones               | Leones                    | Leones                    | Tribu fusionada      | 13.º eliminado Día 89  |
| Ale Saadi 28, Yucatán Participante T3              | Leones            | Toros                 | Leones               | Leones                    | Leones                    | Tribu fusionada      | 14.ª eliminada Día 96  |
| Nahomi Mejía 35, Costa Rica Subcampeona T3         | Leones            | Leones                | Leones               | Leones                    | Leones                    | Tribu fusionada      | 15.ª eliminada Día 103 |
| Eduardo Guerrero 43, Veracruz                      | Toros             | Toros                 | Leones               | Toros                     | Leones                    | Tribu fusionada      | 16.º eliminado Día 110 |
| Ximena Duggan 29, Jalisco Subcampeona T1           | Leones            | Leones                | Leones               | Leones                    | Leones                    | Tribu fusionada      | 17.ª eliminada         |
| Sergio Torres 31, Quintana Roo                     | Toros             | Leones                | Toros                | Toros                     | Toros                     | Tribu fusionada      | Finalista              |
| Aranza Carreiro 31, CDMX Participante T2           | Leones            | Leones                | Toros                | Toros                     | Toros                     | Tribu fusionada      | Finalista              |
| Pablo Martí 39, Veracruz Campeón T2                | Leones            | Toros                 | Toros                | Toros                     | Toros                     | Tribu fusionada      | Ganador                |

- En el capítulo 3, Jero Palazuelos abandonó la competencia por una lesión.
- En el capítulo 6, Fharid Sámano fue integrado como reemplazo de Jero Palazuelos a la tribu Leones.
- En el capítulo 12, Pablo Martí y Ale Saadi fueron cambiados a la tribu Toros; mientras que Sergio Torres y Natalia Barquet fueron integrados a la tribu Leones.
- En el capítulo 20, Adianez Hernández fue integrada como refuerzo a la tribu Toros.
- En el capítulo 23, Magdalena Álvarez abandonó la competencia por motivos de salud.
- En el capítulo 23, Sergio Torres, Aranza Carreiro, Gary Centeno, Fharid Sámano y Bárbara Falconi, fueron cambiados a la tribu Toros; mientras que Eduardo Guerrero, Aarón Albores y Ale Saadi fueron cambiados a la tribu Leones. El resto de los participantes continúan en sus respectivas tribus.
- En el capítulo 36, Eduardo Guerrero y Gary Centeno cambian de tribus temporalmente.

## Survivor México (2024)
- Presentador: Carlos Guerrero “Warrior” lidera los desafíos grupales, individuales y los consejos tribales.[13]

| Concursante                                                                                       | Tribu Original | Tribu Mezclada | Tribu Mezclada | Tribu Mezclada       | Tribu Mezclada       | Fusión               | Resultado final                               | Votos |
| ------------------------------------------------------------------------------------------------- | -------------- | -------------- | -------------- | -------------------- | -------------------- | -------------------- | --------------------------------------------- | ----- |
| Manola Díez, 50, Actriz, Monterrey, N. L.                                                         | Jaguares       |                |                |                      |                      |                      | 1.ª eliminada Día 5                           | 4     |
| Matías Gruener, 18, Cantante, Monclova, Coah.                                                     | Jaguares       | Jaguares       | Jaguares       | 2.º eliminado Día 12 | 1                    |                      |                                               |       |
| Toñita , 43, Cantante, Tantoyuca, Ver.                                                            | Halcones       | Halcones       | Halcones       | Evacuada Día 16      | 0                    |                      |                                               |       |
| Beni Falcón, 30, Maestro de yoga y músico, exparticipante de Acapulco Shore, CDMX                 | Jaguares       | Jaguares       | Halcones       | 3.º eliminado Día 19 | 1                    |                      |                                               |       |
| Tigre Blanco, 49, Luchador profesional, CDMX                                                      | Halcones       | Halcones       | Halcones       | 4.º eliminado Día 26 | 2                    |                      |                                               |       |
| Nico Vives, 21, TikToker, CDMX                                                                    | Halcones       | Halcones       | Halcones       | Halcones             | 5.º eliminado Día 33 | 6                    |                                               |       |
| Mª Guadalupe Becerra, 29, Comunicóloga, Guadalajara, Jal.                                         | Halcones       | Halcones       | Jaguares       | Halcones             | 6.ª eliminada Día 40 | 5                    |                                               |       |
| Óscar “Osky” Tlatelpa, 29, Boxeador e influencer, CDMX                                            | Halcones       | Halcones       | Halcones       | Jaguares             | Jaguares             | 7.º eliminado Día 47 | 10                                            |       |
| Itzel Peniche, 37, Conductora y comunicóloga, CDMX                                                | Jaguares       | Halcones       | Halcones       | Halcones             | Halcones             | 8.ª eliminada Día 54 | 14                                            |       |
| Lizbeth Rodríguez, 29, Influencer, Tijuana, B. C.                                                 | Jaguares       | Jaguares       | Jaguares       | Jaguares             | Jaguares             | Tribu fusionada      | 9.ª eliminada 1.er miembro del jurado Día 55  | 8     |
| Ceci Ponce, 42, Actriz y chica reality, Bs. As., Argentina                                        | Halcones       | Halcones       | Halcones       | Jaguares             | Jaguares             | Tribu fusionada      | Abandona 2.do miembro del jurado Día 61       | 2     |
| John Guts, 39, Piloto aviador, influencer y músico, Monterrey, N. L.                              | Jaguares       | Jaguares       | Jaguares       | Jaguares             | Halcones             | Tribu fusionada      | Abandona 3.er miembro del jurado Día 68       | 6     |
| Elizabeth “Eli” Varela, 28, Influencer y chica reality, exparticipante de Acapulco Shore, Nayarit | Halcones       | Halcones       | Halcones       | Halcones             | Halcones             | Tribu fusionada      | 11.ª eliminada 4.to miembro del jurado Día 69 | 2     |
| Janette Morales, 37, Maestra, modelo e influencer, Guadalajara, Jal.                              | Halcones       | Halcones       | Halcones       | Halcones             | Halcones             | Tribu fusionada      | 12.ª eliminada 5.to miembro del jurado Día 71 | 5     |
| Eduardo Miranda “Chile”, 29, DJ y chico reality, participante de Acapulco Shore, CDMX             | Jaguares       | Jaguares       | Jaguares       | Jaguares             | Jaguares             | Tribu fusionada      | 13.º eliminado 6.to miembro del jurado Día 73 | 5     |
| Edwin Monzalvo, 37, Dueño de una taquería y entrenador personal, CDMX                             | Halcones       | Halcones       | Halcones       | Halcones             | Halcones             | Tribu fusionada      | 14.º eliminado 7.mo miembro del jurado Día 75 |       |
| Jean Carlo Rivas “Lobo”, 33, Entrenador personal, CDMX                                            | Jaguares       | Jaguares       | Jaguares       | Jaguares             | Jaguares             | Tribu fusionada      | 15.º eliminado 8.vo miembro del jurado Día 77 |       |
| Beng Zeng, 28, Actor juvenil, Pachuca, Hidalgo                                                    | Halcones       | Halcones       | Halcones       | Halcones             | Jaguares             | Tribu fusionada      | Semifinalista                                 |       |
| Gaby Fernández, 32, Modelo y conductora, Guadalajara, Jal.                                        | Jaguares       | Jaguares       | Jaguares       | Jaguares             | Jaguares             | Tribu fusionada      | Semifinalista                                 |       |
| Gabriel Pontones “El Rasta”, 50, Cineasta, comunicólogo y conductor, N. J., EE. UU.               | Jaguares       | Jaguares       | Jaguares       | Halcones             | Halcones             | Tribu fusionada      | 2.° lugar                                     | 5     |
| Esmeralda Zamora, 30, Community manager, Edo. de Sinaloa                                          | Jaguares       | Jaguares       | Jaguares       | Jaguares             | Jaguares             | Tribu fusionada      | Unica sobreviviente                           | 8     |

- En el capítulo 4, Eduardo “Chile” Miranda fue integrado como refuerzo a la tribu Jaguares, mientras que Itzel Peniche entró y salió a la zona del exilio y fue integrada a la tribu Halcones.
- En el capítulo 8, Guadalupe “Lu” Becerra y Beni Falcón fueron intercambiados de tribu por decisión de los capitanes Eli Varela y Jean Carlo Rivas “Lobo”.
- En el capítulo 13, Toñita fue evacuada medicamente de la competencia por lesión en la pierna.
- En el capítulo 23, Guadalupe “Lu” Becerra con Osky Tlatelpa y Ceci Ponce con Gabriel Pontones “El Rasta” fueron intercambiados de tribu por decisión de Beng Zeng y John Guts.
- En el capítulo 28, Beng Zeng y John Guts intercambiaron tribus por una semana temporalmente.
- En el capítulo 33, Beng Zeng y John Guts intercambiaron tribus por decisión propia mutua permanentemente al salir de la cabaña de deliberación.
- En el capítulo 45, Ceci Ponce abandona la competencia por lesión en el pie.
- En el capítulo 50, John Guts abandona la competencia por lesión en la rodilla derecha atrás y respectivamente cedió su lugar a Edwin Monzalvo.

## Survivor: Héroes y Villanos (2025)
Regreso el 28 de abril de 2025. 
| Posición | Concursante                                                  | Tribu                 | Tribu    | Tribu                     | Tribu                      | Resultado final            | Extinción |
| -------- | ------------------------------------------------------------ | --------------------- | -------- | ------------------------- | -------------------------- | -------------------------- | --------- |
| 28       | Eduardo «T-Rex» Guerrero Survivor Mexico 2023                | Héroes                | Héroes   |                           |                            | Lesionado Episodio 3       | 0         |
| 27       | Beng Zeng Survivor Mexico 2024                               | Héroes                | Héroes   | 1.er eliminado Episodio 5 | 1                          |                            |           |
| 26       | Edwin Monzalvo Survivor Mexico 2024                          | Villanos              | Villanos | Abandona Episodio 6       | 0                          |                            |           |
| 25       | Toñita Survivor Mexico 2024                                  | Héroes                | Héroes   | 2.ª eliminada Episodio 10 | 2                          |                            |           |
| 24       | Alejandra Toussaint Survivor Mexico 2021                     | Villanos              | Villanos | 3.ª eliminada Episodio 15 | 1                          |                            |           |
| 23       | Julieta Grajales Actriz - La Isla: Desafío en Turquía        | Villanos              | Villanos | 4.ª eliminada Episodio 20 | 1                          |                            |           |
| 22       | Ceci Ponce Survivor Mexico 2024 & La isla 2                  | Villanos              | Villanos | 5.ª eliminada Episodio 25 | 2                          |                            |           |
| 21       | Mariana Olmedo Fotógrafa                                     | Los Otros             | Héroes   | 6.ª eliminada Episodio 30 | 1                          |                            |           |
| 20       | David García Survivor Mexico 2022                            | Héroes                | Héroes   | Lesionado Episodio 34     | 0                          |                            |           |
| 19       | Frida Urbina Actriz                                          | Héroes                | Héroes   | 7.ª eliminada Episodio 35 | 2                          |                            |           |
| 18       | Ale Saadi Survivor Mexico 2022 & 2023                        | Villanos              | Villanos | Héroes                    |                            | 8.ª eliminada Episodio 40  | 1         |
| 17       | Cyntia Cofano Survivor Mexico 2022                           | Héroes (Infiltrada)   | Villanos | Villanos                  | 9.ª eliminada Episodio 45  | 1                          |           |
| 16       | Pablo Marti Survivor Mexico 2021 & 2023, Único sobreviviente | Héroes                | Héroes   | Héroes                    | 10.° eliminado Episodio 50 | 2                          |           |
| 15       | Lobo Rivas Survivor Mexico 2024                              | Villanos              | Villanos | Villanos                  | 11.° eliminado Episodio 55 | 1                          |           |
| 14       | Benjamín Olmedo Bombero                                      | Los Otros             | Villanos | Héroes                    | 12.° eliminado Episodio 60 | 3                          |           |
| 13       | Andrea Martí Actriz                                          | Héroes                | Héroes   | Villanos                  | 13.ª eliminada Episodio 65 | 6                          |           |
| 12       | John Guts Survivor Mexico 2024                               | Villanos              | Villanos | Villanos                  | Fusión                     | 15.º eliminado Episodio 75 | 5         |
| 11       | Gabriel «Rasta» Pontones Survivor Mexico 2024                | Héroes                | Héroes   | Villanos                  | Fusión                     | 16.º eliminado Episodio 78 | 4         |
|          | Agustín Fernández Chico reality                              | Villanos              | Villanos | Héroes                    | Fusión                     |                            | 2         |
|          | Aranza Carreiro Survivor Mexico 2021 & 2023                  | Héroes                | Héroes   | Villanos                  | Fusión                     |                            | 1         |
|          | Elizabeth “Eli” Varela Survivor Mexico 2024                  | Villanos (Infiltrada) | Héroes   | Héroes                    | Fusión                     |                            | 1         |
|          | Esmeralda Zamora Survivor Mexico 2024, Única sobreviviente   | Héroes                | Héroes   | Héroes                    | Fusión                     |                            | 1         |
|          | Janette Morales Survivor Mexico 2024                         | Villanos              | Villanos | Héroes                    | Fusión                     |                            | 4         |
|          | Aaron Albores Survivor Mexico 2023                           | Villanos              | Villanos | Villanos                  | Fusión                     |                            | 2         |
|          | Kenta Sakurai Survivor Mexico 2022 & 2023                    | Villanos              | Villanos | Héroes                    | Fusión                     |                            | 1         |
|          | Sargento Rap Survivor Mexico 2021                            | Villanos              | Villanos | Villanos                  | Fusión                     | / 14.º eliminado           | 3         |
|          | Sergio Torres Survivor Mexico 2023                           | Héroes                | Héroes   | Héroes                    | Fusión                     |                            | 2         |
|          | Tadeo Fernandez Acapulco Shore                               | Héroes                | Héroes   | Villanos                  | Fusión                     |                            | 1         |

### Isla Caravera: Los Otros
| Concursante                  | Tribu     | Resultado final                 |
| ---------------------------- | --------- | ------------------------------- |
| Gregorio Calvillo Periodista | Los Otros | Abandona                        |
| Italia Tostado Criminóloga   | Los Otros | Eliminada por Villanos          |
| Abigail Salazar Influencer   | Los Otros | Eliminada en duelo con Mariana  |
| Alan Martínez Bartender      | Los Otros | Eliminado en duelo con Benjamín |
| Benjamín Olmedo Bombero      | Los Otros | Ganador(a)                      |
| Mariana Olmedo Fotógrafa     | Los Otros | Ganador(a)                      |

### Tabla de votación
| Votante              | Semana 1                              | Semana 2                                | Semana 3                                      | Semana 4                       | Semana 5                             | Semana 6                                          | Semana 7                      | Semana 8               | Semana 9                    | Semana 10                                                 | Semana 11            | Semana 12                           | Semana 13           | Semana 14             |
| Votante              | Héroes                                | Héroes                                  | Villanos                                      | Villanos                       | Villanos                             | Héroes                                            | Héroes                        | Héroes                 | Villanos                    | Héroes                                                    | Villanos             | Héroes                              | Villanos            | Villanos              |
| -------------------- | ------------------------------------- | --------------------------------------- | --------------------------------------------- | ------------------------------ | ------------------------------------ | ------------------------------------------------- | ----------------------------- | ---------------------- | --------------------------- | --------------------------------------------------------- | -------------------- | ----------------------------------- | ------------------- | --------------------- |
| Aarón                | —                                     | —                                       | Benjamín                                      | Janette                        | Janette                              | —                                                 | —                             | —                      | Andrea                      | —                                                         | Lobo                 | —                                   | Andrea              | Rasta                 |
| Agustín              |                                       |                                         |                                               | Julieta                        | Ceci                                 | —                                                 | —                             | Janette                | —                           | Janette                                                   | —                    | Sergio                              | —                   | —                     |
| Aranza               | Beng                                  | Rasta                                   | —                                             | —                              | —                                    | Mariana                                           | Rasta                         | —                      | Andrea                      | —                                                         | Sargento             | —                                   | Andrea              | Sargento              |
| Eli                  | —                                     | —                                       | —                                             | —                              | —                                    | Mariana                                           | Rasta                         | Agustín                | —                           | Benjamin                                                  | —                    | Agustín                             | —                   | —                     |
| Esmeralda            | Toñita                                | Andrea                                  | —                                             | —                              | —                                    | Mariana                                           | Rasta                         | Agustín                | —                           | Benjamin                                                  | —                    | Agustín                             | —                   | —                     |
| Janette              | —                                     | —                                       | Benjamín                                      | John                           | John                                 | —                                                 | —                             | Agustín                | —                           | Sergio                                                    | —                    | Sergio                              | —                   | —                     |
| John                 | —                                     | —                                       | Benjamín                                      | Julieta                        | Ceci                                 | —                                                 | —                             | —                      | Rasta                       | —                                                         | Lobo                 | —                                   | Rasta               | Aaron                 |
| Kenta                | —                                     | —                                       | Janette                                       | Julieta                        | Ceci                                 | —                                                 | —                             | Janette                | —                           | Janette                                                   | —                    | Benjamin                            | —                   | —                     |
| Rasta                | Cyntia                                | Toñita                                  | —                                             | —                              | —                                    | Andrea                                            | Andrea                        | —                      | John                        | —                                                         | Sargento             | —                                   | Andrea              | Sargento              |
| Sargento             | —                                     | —                                       | Benjamín                                      | Janette                        | Ceci                                 | —                                                 | —                             | —                      | Andrea                      | —                                                         | Lobo                 | —                                   | Andrea              | Aaron                 |
| Sergio               | Cyntia                                | Cyntia                                  | —                                             | —                              | —                                    | Andrea                                            | Andrea                        | Janette                | —                           | Janette                                                   | —                    | Benjamin                            | —                   | —                     |
| Tadeo                |                                       | N/A                                     | —                                             | —                              | —                                    | Andrea                                            | Andrea                        | —                      | Andrea                      | —                                                         | Sargento             | —                                   | Andrea              | Sargento              |
| Andrea               | Beng                                  | Rasta                                   | —                                             | —                              | —                                    | Frida                                             | Sergio                        | —                      | John                        | —                                                         | Lobo                 | —                                   | Sargento            |                       |
| Benjamín             | Isla Calavera                         | Isla Calavera                           | Alejandra                                     | Julieta                        | Janette                              | —                                                 | —                             | Janette                | —                           | Eli                                                       | —                    | Sergio                              |                     |                       |
| Lobo                 |                                       | N/A                                     | Alejandra                                     | Julieta                        | Janette                              | —                                                 | —                             | —                      | Jhon                        | —                                                         | Sargento             |                                     |                     |                       |
| Pablo                | Cyntia                                | Andrea                                  | —                                             | —                              | —                                    | Andrea                                            | Andrea                        | Janette                | —                           | Janette                                                   |                      |                                     |                     |                       |
| Cyntia               | Beng                                  | Rasta                                   | Alejandra                                     | Janette                        | Janette                              | —                                                 | —                             | —                      | John                        |                                                           |                      |                                     |                     |                       |
| Saadi                |                                       | —                                       | Alejandra                                     | Julieta                        | Ceci                                 | —                                                 | —                             | Agustín                |                             |                                                           |                      |                                     |                     |                       |
| Frida                |                                       |                                         |                                               | —                              | —                                    | David                                             | Sergio                        |                        |                             |                                                           |                      |                                     |                     |                       |
| David                |                                       | Andrea                                  | —                                             | —                              | —                                    | Mariana                                           |                               |                        |                             |                                                           |                      |                                     |                     |                       |
| Mariana              | Isla Calavera                         | Isla Calavera                           | —                                             | —                              | —                                    | Sergio                                            |                               |                        |                             |                                                           |                      |                                     |                     |                       |
| Ceci                 | —                                     | —                                       | Saadi                                         | Janette                        | Aarón                                |                                                   |                               |                        |                             |                                                           |                      |                                     |                     |                       |
| Julieta              | —                                     | —                                       | Alejandra                                     | Castigo                        |                                      |                                                   |                               |                        |                             |                                                           |                      |                                     |                     |                       |
| Alejandra            | —                                     | —                                       | Saadi                                         |                                |                                      |                                                   |                               |                        |                             |                                                           |                      |                                     |                     |                       |
| Toñita               | Pablo                                 | Andrea                                  |                                               |                                |                                      |                                                   |                               |                        |                             |                                                           |                      |                                     |                     |                       |
| Edwin                | —                                     |                                         |                                               |                                |                                      |                                                   |                               |                        |                             |                                                           |                      |                                     |                     |                       |
| Beng                 | Cyntia                                |                                         |                                               |                                |                                      |                                                   |                               |                        |                             |                                                           |                      |                                     |                     |                       |
| T-Rex                |                                       |                                         |                                               |                                |                                      |                                                   |                               |                        |                             |                                                           |                      |                                     |                     |                       |
| Resultado            | Beng (3)Pablo (1)Toñita (1)Cyntia (4) | Andrea (4)Rasta (3)Cyntia (1)Toñita (1) | Alejandra (5)Benjamín (4)Saadi (2)Janette (1) | Julieta (6)Janette (4)John (1) | Ceci (5)Janette (4)Aarón (1)John (1) | Andrea (4)Mariana (4)David (1)Frida (1)Sergio (1) | Andrea (4)Rasta (3)Sergio (2) | Janette (5)Agustín (4) | John (4)Andrea (4)Rasta (1) | Benjamin (2) Eli (1) Esmeralda (–) Janette (4) Sergio (1) | Lobo (4)Sargento (4) | Sergio (3) Agustín (3) Benjamín (2) | Andrea (5)Aranza () | Sargento (3)Aaron (2) |
| Inmunidad individual | Rasta                                 | Aranza                                  | Ceci                                          | Kenta                          | Cyntia                               | Esmeralda                                         | Esmeralda                     | Pablo                  | Sargento                    | Kenta                                                     | Aaron                | Eli                                 | Esmeralda           | Rasta Aranza          |
| Sentencia directa    | Andrea                                | Toñita                                  | John                                          | Ceci                           | John                                 | Frida                                             | Frida                         | Saadi                  | Cyntia                      | Pablo                                                     | John                 | Janette                             | Aaron               | Rasta                 |
| Eliminado            | Beng                                  | Toñita                                  | Alejandra                                     | Julieta                        | Ceci                                 | Mariana                                           | Frida                         | Saadi                  | Cyntia                      | Pablo                                                     | Lobo                 | Benjamin                            | Andrea              | Sargento              |
| Abandona             | T-Rex                                 | Edwin                                   |                                               | David                          |                                      |                                                   |                               |                        |                             |                                                           |                      |                                     |                     |                       |

1. 1 2  Por haber entrado al juego al final de la 2.ª semana, en caso de que su tribu no ganara la inmunidad, no votó ni pudieron votar contra el concursante.
2. ↑  Perdió su voto como castigo.
3. 1 2  Se jugó un ídolo de inmunidad oculta, negando todos los votos en contra.
4. ↑  Se jugó un medallón de poder, que le da el poder de retar a alguien de su tribu  si es sentenciado, si gana evita la extinción y su rival toma su lugar.
5. ↑  Kenta jugó el medallón de robo de inmunidad individual en Aranza, permitiéndole robar la inmunidad de Rasta.
6. ↑   John jugó el tótem de resurrección en Sargento que le da el poder regresar a la competencia luego de ser eliminado.

## Lista de concursantes que regresan
| Concursante       | Temporada original   | Puesto | Temporada de regreso | Puesto |
| ----------------- | -------------------- | ------ | -------------------- | ------ |
| Gabo Cuevas       | Survivor México 2021 | 26.º   | Survivor México 2022 | 15.º   |
| Jero Palazuelos   | Survivor México 2020 | 4.º    | Survivor México 2023 | 22.º   |
| Fharid Sámano     | Survivor México 2020 | 16.º   | Survivor México 2023 | 12.º   |
| Javier Vázquez    | Survivor México 2020 | 11.º   | Survivor México 2023 | 16.º   |
| Ximena Duggan     | Survivor México 2020 | 2.ª    | Survivor México 2023 | 4.ª    |
| Adianez Hernández | Survivor México 2021 | 5.ª    | Survivor México 2023 | 13.º   |
| Aranza Carreiro   | Survivor México 2021 | 16.ª   | Survivor México 2023 | 2.º    |
| Bárbara Falconi   | Survivor México 2021 | 15.ª   | Survivor México 2023 | 15.ª   |
| Gary Centeno      | Survivor México 2021 | 11.º   | Survivor México 2023 | 11.º   |
| Pablo Martí       | Survivor México 2021 | 1.º    | Survivor México 2023 | 1.º    |
| Ale Saadi         | Suvivor México 2022  | 12.ª   | Survivor México 2023 | 7.ª    |
| Kenta Sakurai     | Suvivor México 2022  | 2.º    | Survivor México 2023 | 9.º    |
| Nahomi Mejía      | Suvivor México 2022  | 2.ª    | Survivor México 2023 | 6.ª    |

## Participantes en competencias anteriores
Sargento rap et subir en "Reisistiré" tambien reality de supervivencia 
| Concursante                 | Reality | Año                 | Resultado                                      |
| --------------------------- | --- | ------------------- | ---------------------------------------------- |
| Gabriel Pontones “El Rasta” | Big Brother 1 (México) Reto 4 elementos: Naturaleza Extrema Guerreros 2020 (México)                                      | 2002 2018 2020      | 2.do lugar Campeón “Leones” - Equipo perdedor  |
| Gaby Fernández              | La isla La isla: La Revancha                                                                                             | 2012 2016           | 15.a eliminada 4.a eliminada                   |
| Eduardo Miranda “Chile”     | Big Brother 4 (México) RE$I$TIRÉ 2                                                                                       | 2015 2022           | Campeón Semifinalista eliminado                |
| Elizabeth “Eli” Varela      | RE$I$TIRÉ 2 | 2022                | 2.a desterrada por lesión                      |
| John Guts                   | La ley de la selva | 2023                | Eliminado capítulo 5                           |
| Ceci Ponce                  | La isla 2 Los 50 | 2013 2023           | Campeona 4.a eliminada                         |
| Manola Díez                 | Big Brother VIP 3 Capítulo 1 Hotel VIP                                                                                   | 2004 2023           | 11.a eliminada 5.a eliminada                   |
| Antonia Salazar “Toñita”    | La Academia Primera Generación (2002) Desafío de Estrellas 1 (2003) Desafío de Estrellas 2 (2006) El Gran Desafío (2009) | 2002 2003 2006 2009 | 6.to lugar 7.° lugar Campeona Octava eliminada |